# Башо (Вісконсин)
Башо (англ. Bashaw) — місто (англ. town) в США, в окрузі Вошберн штату Вісконсин. Населення — 1079 осіб (2020).

## Демографія
Згідно з переписом 2010 року, у місті мешкало 946 осіб у 377 домогосподарствах у складі 277 родин. Було 476 помешкань
Расовий склад населення:
| - 97,1 % — білих - 1,2 % — чорних або афроамериканців - 0,5 % — корінних американців - 0,4 % — азіатів |

До двох чи більше рас належало 0,6 %. Частка іспаномовних становила 1,8 % від усіх жителів.
За віковим діапазоном населення розподілялося таким чином: 24,7 % — особи молодші 18 років, 59,7 % — особи у віці 18—64 років, 15,6 % — особи у віці 65 років та старші. Медіана віку мешканця становила 46,1 року. На 100 осіб жіночої статі у місті припадало 93,9 чоловіків;  на 100 жінок у віці від 18 років та старших — 96,1 чоловіків також старших 18 років.
Середній дохід на одне домашнє господарство  становив 59 935 доларів США (медіана — 43 824), а середній дохід на одну сім'ю — 70 367 доларів (медіана — 59 375). Медіана доходів становила 41 438 доларів для чоловіків та 32 045 доларів для жінок. За межею бідності перебувало 11,5 % осіб, у тому числі 22,9 % дітей у віці до 18 років та 6,6 % осіб у віці 65 років та старших.
Цивільне працевлаштоване населення становило 501 особа. Основні галузі зайнятості: освіта, охорона здоров'я та соціальна допомога — 22,8 %, виробництво — 12,4 %, роздрібна торгівля — 11,4 %.